# アシャンプラ
アシャンプラ （カタルーニャ語:Eixample）は、スペイン、バルセロナの行政区の1つ。
アシャンプラは、都市の拡大による1854年から1856年のバルセロナ城壁除去後、19世紀に生まれた区である。事実上、都市計画を担当したイルデフォンソ・セルダによるセルダ計画に沿って建設された。セルダは、長い直線道路、広い大通りが交差する厳格なグリッド・パターン、および正方形を面取りした八角形のブロックに特徴付けられるまちを作り上げた。アシャンプラ（eixample）とは、スペイン語のエンサンチェ（ensanche）をまねた名称で、拡大された、という意味を持つ。オル広場周辺は、20世紀初頭のブルジョワ階級の富を物語る、ムデルニスマ建築が立ち並び今も保存されている。

## みどころ
- サグラダ・ファミリア
- カサ・ミラ
- カサ・バトリョ
- カサ・アマトリャール